# Championnats d'Europe de karaté 1998
Les championnats d'Europe de karaté 1998 ont eu lieu du 8 au 10 mai 1998 à Belgrade, en Serbie-et-Monténégro. Il s'agissait de la 33e édition des championnats d'Europe de karaté senior.

## Résultats

### Épreuves individuelles

#### Kata
| Rang | Pays    | Karatéka      |
| ---- | ------- | ------------- |
| 1    | Espagne | J. Hernandez  |
| 2    | Italie  | L. Maurino    |
| 3    | France  | Yves Bardreau |

| Rang | Pays   | Karatéka          |
| ---- | ------ | ----------------- |
| 1    | Italie | R. Sodero         |
| 2    | France | Myriam Szkudlarek |
| 3    | ?      | ?                 |

#### Kumite

##### Kumitemasculin
| Rang | Pays       | Karatéka            |
| ---- | ---------- | ------------------- |
| 1    | Turquie    | H. Yagu             |
| 2    | Slovaquie  | D. Vrabanic         |
| 3    | Angleterre | J. Ledgister        |
| 3    | Espagne    | David Luque Camacho |

| Rang | Pays        | Karatéka           |
| ---- | ----------- | ------------------ |
| 1    | France      | Alexandre Biamonti |
| 2    | Yougoslavie | D. Stojanovic      |
| 3    | Turquie     | B. Kandaz          |
| 3    | ' France    | Soufiane Sankhon   |

| Rang | Pays        | Karatéka        |
| ---- | ----------- | --------------- |
| 1    | Belgique    | Gustaff Lefevre |
| 2    | Suède       | Resa Mohseni    |
| 3    | Turquie     | H. Alagas       |
| 3    | Yougoslavie | A. Sindelic     |

| Rang | Pays    | Karatéka        |
| ---- | ------- | --------------- |
| 1    | Italie  | G. Talarico     |
| 2    | Italie  | Salvatore Loria |
| 3    | France  | Michaël Braun   |
| 3    | Espagne | T. Herrero      |

| Rang | Pays        | Karatéka        |
| ---- | ----------- | --------------- |
| 1    | France      | Gilles Cherdieu |
| 2    | Yougoslavie | P. Stojadinov   |
| 3    | France      | Yann Baillon    |
| 3    | Turquie     | Z. Celik        |

| Rang | Pays        | Karatéka  |
| ---- | ----------- | --------- |
| 1    | Yougoslavie | T. Rajic  |
| 2    | Angleterre  | I. Cole   |
| 3    | Turquie     | O. Arpa   |
| 3    | France      | S. Valdes |

| Rang | Pays      | Karatéka        |
| ---- | --------- | --------------- |
| 1    | Italie    | Salvatore Loria |
| 2    | Turquie   | Z. Celik        |
| 3    | Allemagne | A. Horn         |
| 3    | France    | S. Mecheri      |

##### Kumiteféminin
| Rang | Pays      | Karatéka      |
| ---- | --------- | ------------- |
| 1    | France    | Nadia Mecheri |
| 2    | Slovaquie | M. Laukova    |
| 3    | Italie    | M. Manni      |
| 3    | ?         | ?             |

| Rang | Pays       | Karatéka          |
| ---- | ---------- | ----------------- |
| 1    | Croatie    | R. Lasarevic      |
| 2    | Espagne    | B. Peres          |
| 3    | Italie     | Chiara Stella Bux |
| 3    | Angleterre | Jillian Toney     |

| Rang | Pays        | Karatéka         |
| ---- | ----------- | ---------------- |
| 1    | Yougoslavie | S. Mitic         |
| 2    | Angleterre  | P. Diggin        |
| 3    | France      | Laurence Fischer |
| 3    | Angleterre  | Roberta Minet    |

| Rang | Pays       | Karatéka          |
| ---- | ---------- | ----------------- |
| 1    | Angleterre | Roberta Minet     |
| 2    | Finlande   | Sari Laine        |
| 3    | Italie     | Chiara Stella Bux |
| 3    | Allemagne  | N. Firat          |

### Épreuves par équipes

#### Kata
| Rang | Pays    |
| ---- | ------- |
| 1    | Espagne |
| 2    | Italie  |
| 3    | France  |

| Rang | Pays                    |
| ---- | ----------------------- |
| 1    | France Michelle Forstin |
| 2    | Espagne                 |
| 3    | Italie                  |

#### Kumite
| Rang | Pays        | Karatékas                  |
| ---- | ----------- | -------------------------- |
| 1    | Angleterre  |                            |
| 2    | Italie      | Salvatore Loria, notamment |
| 3    | France      |                            |
| 3    | Yougoslavie |                            |

| Rang | Pays    | Karatékas                    |
| ---- | ------- | ---------------------------- |
| 1    | Espagne |                              |
| 2    | Italie  | Chiara Stella Bux, notamment |
| 3    | France  |                              |
| 3    | Turquie |                              |